# Röd stjärna
En röd stjärna är en symbol som används i många sammanhang. Den har bland annat använts som en symbol för kommunism.

## Flaggor med röd stjärna

Birmingham, Alabama, USA
Nordcypern
Nagasaki, Japan
Tunisien
Kalifornien
Nya Zeeland
Valais, Schweiz
SFR Jugoslavien
Washington, D.C.
Algeriet
Panama
Nordkorea
Zimbabwe